# Zarrit'ap'
Zarrit'ap' (armeniska: Zarrit’ap’) är en ort i Armenien.   Den ligger i provinsen Vajots Dzor, i den sydöstra delen av landet, 100 kilometer sydost om huvudstaden Jerevan. Zarrit'ap' ligger 1 518 meter över havet och antalet invånare är 1 323.
Terrängen runt Zarrit'ap' är kuperad åt nordväst, men åt sydost är den bergig. Runt Zarrit'ap' är det ganska glesbefolkat, med 28 invånare per kvadratkilometer.. Närmaste större samhälle är Vayk', 6,9 kilometer nordväst om Zarrit'ap'. 
Trakten runt Zarrit'ap' består i huvudsak av gräsmarker.